# Valérie Mairesse
Pour les articles homonymes, voir Mairesse.
Valérie Mairesse est une actrice française, née le 8 juin 1955 dans le  8e arrondissement de Paris.

## Biographie

### Jeunesse et débuts
Née à Paris, Valérie Mairesse passe une grande partie de son enfance au Maroc à Casablanca où son père a été nommé directeur de banque.
De retour à Paris en 1972, elle est engagée dans la troupe du Splendid et assure dans un premier temps la régie de la pièce Je vais craquer avant de tenir un rôle dans Ma tête est malade. Elle est à cette époque la compagne de Thierry Lhermitte.
Selon elle, Marie-Anne Chazel aurait convaincu les autres membres du groupe de garder Josiane Balasko plutôt qu'elle. Elle quitte la troupe avant la pièce Amours, coquillages et crustacés où elle aurait pu jouer le rôle de Gigi, interprété par Chazel. Ce départ lui permet de se lancer dans le cinéma.

### Carrière

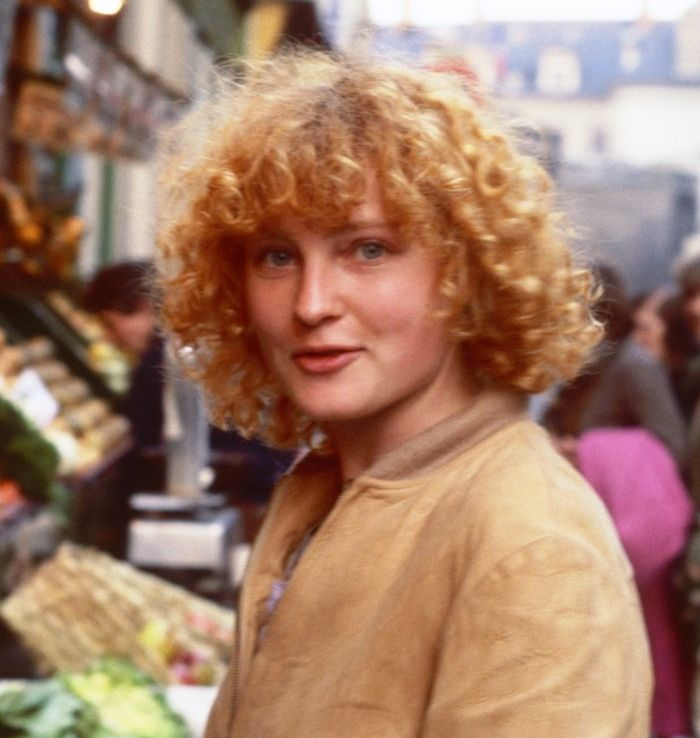
Valérie Mairesse en 1978.

En 1977, Agnès Varda confie son premier grand rôle à Valérie Mairesse dans L'une chante, l'autre pas.
Dans les années 1980, elle devient populaire grâce à ses personnages hauts en couleur dans les comédies C'est pas moi, c'est lui et Le Coup du parapluie, avec Pierre Richard, puis Banzaï, avec Coluche.
Au début des années 1980, elle a une courte carrière de chanteuse. Elle est épisodiquement sociétaire des Grosses Têtes de Philippe Bouvard, notamment dans l'émission du 2 novembre 1980 et dans l'émission spéciale Michel Legrand.
Après 1982, elle est surtout cantonnée à des seconds rôles au cinéma et joue dans des films plus confidentiels ; en 1985, Andreï Tarkovski fait appel à elle pour Le Sacrifice. La même année, elle revient vers le théâtre, notamment sous la direction de Jérôme Savary.
Dans les années 1990, elle se tourne vers la télévision. De 1995 à 1997, elle présente l'émission Je passe à la télé sur France 3, puis rejoint la bande de Laurent Ruquier et participe à l'émission On a tout essayé sur France 2, et à On va s'gêner sur la radio Europe 1.
En 2004, elle joue dans Le Miroir de l'eau, la saga de l'été de France 2, puis dans le téléfilm Sa raison d'être en 2008.
Le 15 décembre 2016, elle fait son retour dans l'émission Les Grosses Têtes de Laurent Ruquier sur RTL.

### Vie privée
Valérie Mairesse est mère de deux enfants : Tina (née en 1987), issue de son mariage avec François, régisseur de spectacles, et Elliot (né en 1994). Elle est aussi la grand-mère de Scarlett (née en 2014), enfant de sa fille Tina.
Elle a une sœur aînée, Marie-Sophie, morte d'un cancer à l'âge de 54 ans, et un frère cadet, Emmanuel.
Sa mère, Mona Mairesse, a joué avec elle dans le film L'une chante, l'autre pas. Celle-ci meurt en 1988, peu avant la naissance de Tina.
Elle révèle dans l'émission On n'est pas couché du 7 février 2009 avoir avorté à l'âge de 19 ans de Thierry Lhermitte.
Elle s'est fait tatouer sur le tournage de Banzaï à Hong Kong.

## Filmographie

### Cinéma

#### Années 1970
- 1975 : L'Agression de Gérard Pirès : Natacha
- 1975 : Sept Morts sur ordonnance de Jacques Rouffio : Mademoiselle Lambert
- 1975 : Le Bol d'air (court-métrage) de Charles Nemes : Valérie
- 1975 : Adieu poulet de Pierre Granier-Deferre : La fille cocarde
- 1976 : Calmos de Bertrand Blier : Claudine
- 1976 : On aura tout vu de Georges Lautner : Pierrette
- 1976 : Andréa d'Henri Glaeser : la bonne
- 1976 : René la Canne de Francis Girod : Martine
- 1976 : Plaisir d'amour en Iran (court métrage) d'Agnès Varda
- 1976 : L'Affiche rouge de Frank Cassenti
- 1977 : Les Loulous de Patrick Cabouat : Marie
- 1977 : L'une chante, l'autre pas d'Agnès Varda : Pauline alias Pomme
- 1978 : Haro ! de Gilles Béhat : Marie
- 1978 : Dora et la Lanterne magique de Pascal Kané : Valentine
- 1978 : Repérages de Michel Soutter : Esther
- 1978 : Un si joli village d'Étienne Périer : Muriel Olivier

#### Années 1980
- 1980 : C'est pas moi, c'est lui de Pierre Richard : Valérie
- 1980 : Le Coup du parapluie de Gérard Oury : Sylvette dite Bunny
- 1981 : Si ma gueule vous plaît de Michel Caputo : Catherine
- 1982 : Deux heures moins le quart avant Jésus-Christ de Jean Yanne : Une prostituée
- 1983 : Banzaï de Claude Zidi : Isabelle Parisse
- 1983 : Debout les crabes, la mer monte ! de Jean-Jacques Grand-Jouan : Mademoiselle
- 1984 : Les Fauves de Jean-Louis Daniel : Juliette
- 1984 : La Triche de Yannick Bellon : Marilyn
- 1985 : Gros Dégueulasse de Bruno Zincone : la fille à la voiture
- 1986 : Le Sacrifice d'Andreï Tarkovski : Julia
- 1986 : Les Frères Pétard d'Hervé Palud : Brigitte
- 1987 : Funny Boy de Christian Le Hémonet : Flo
- 1988 : Rouge Venise d'Étienne Périer : Célia

#### Années 1990
- 1990 : Amelia Lópes O'Neill de Valeria Sarmiento : Ginette
- 1990 : L'Entraînement du champion avant la course de Bernard Favre : Loren
- 1991 : Ville à vendre de Jean-Pierre Mocky : Elmire
- 1991 : Les Secrets professionnels du docteur Apfelglück de Thierry Lhermitte : Astrée
- 1992 : Sup de fric de Christian Gion : Isabelle
- 1998 : La vie ne me fait pas peur de Noémie Lvovsky : la mère de Stella
- 1999 : Confort moderne de Dominique Choisy : Rosa

#### Années 2000
- 2001 : Un crime au paradis de Jean Becker : Magali
- 2001 : Un couple épatant de Lucas Belvaux : Claire
- 2003 : La Saison des orphelins de David Tarde : Claudie
- 2005 : Michou d'Auber de Thomas Gilou : Monique
- 2006 : Chacun sa nuit de Jean-Marc Barr et Pascal Arnold : Agnès
- 2008 : Enfin veuve d'Isabelle Mergault : Nicole
- 2008 : Musée haut, musée bas de Jean-Michel Ribes : Thérèse

#### Années 2010
- 2011 : Tu seras mon fils de Gilles Legrand : Madeleine
- 2012 : Par amour de Laurent Firode : Martine
- 2014 : Brèves de comptoir de Jean-Michel Ribes : Madame Pelton
- 2017 : À deux heures de Paris de Virginie Verrier : Antoinette

#### Années 2020
- 2022 : Ça tourne à Saint-Pierre-et-Miquelon de Christian Monnier : l'agent de Céline
- 2025 : Doux Jésus de Frédéric Quiring : Sœur Solange

### Télévision
- 1977 : Emmenez-moi au Ritz de Pierre Grimblat : Étiennette
- 1983 : Croquignole de Jean Brard
- 1985 : L'Ordre de François Périer
- 1985 : Un homme comblé de Paula Delsol
- 1989 : Mary de Cork de Robin Davis
- 1989 : Juliette en toutes lettres de Gérard Marx
- 1990 : La vierge noire de Igaal Niddam
- 1990 : Le Gorille (épisode Le Gorille compte ses abattis)
- 1992 : Les cravates léopards de Jean-Luc Trotignon
- 1992 : Les Cordier, juge et flic (épisode Peinture au pistolet)
- 1993 : Anges ou démons de Pierre Aknine
- 1993 : Dose mortelle de Joyce Buñuel
- 1996 : Titane de Daniel Moosmann
- 1997 : Baby-sitter Blues de Williams Crépin
- 1998 : La Dame aux camélias de Jean-Claude Brialy
- 2001 : Mère de toxico de Lucas Belvaux
- 2001 : Caméra Café (épisode Annabelle)
- 2002 : L'envolé de Philippe Venault
- 2002 : Une maison dans la tempête de Christiane Lehérissey
- 2002 : Froid comme l'été de Jacques Maillot
- 2002 : Commissariat Bastille (épisode Coulé dans le béton)
- 2004 : Moitié-moitié de Laurent Firode
- 2004 : Le Miroir de l'eau de Edwin Baily
- 2004 : Si c'est ça la famille de Peter Kassovitz
- 2004 : Femmes de loi (épisode Beauté fatale)
- 2005 : L'Evangile selon Aîmé d'André Chandelle
- 2006 : La Blonde au bois dormant de Sébastien Grall
- 2007 : Les Camarades de François Luciani
- 2007 : La Promeneuse d'oiseaux de Jacques Otmezguine
- 2007 : Louis Page (épisode Le Don d'Elsa)
- 2008 : Terre de lumière de Stéphane Kurc
- 2008 : Sa raison d'être de Renaud Bertrand
- 2009 : Un souvenir de Jacques Renard
- 2010 - 2012 : La Nouvelle Maud de Bernard Malaterre (série)
- 2011 : Le Grand Restaurant II de Gérard Pullicino
- 2011 : Week-end chez les toquées de Laurence Katrian
- 2011 : Toussaint Louverture de Philippe Niang
- 2012 : Profilage (épisode Juste avant l'oubli)
- 2014 : Scènes de ménages (épisode L'Album de famille)
- 2017 : Scènes de ménages (épisode Cap sur la Riviera)
- 2021 : Le Grand Restaurant III de Romuald Boulanger
- 2024 : Marianne (saison 2, épisode 2) : Mme Camara

## Théâtre
- 1975 : Ma tête est malade du Splendid, Le Splendid
- 1981 : Bunny’s bar de et mise en scène Josiane Balasko, Le Splendid
- 1985 : La Femme du boulanger de Marcel Pagnol, mise en scène Jérôme Savary, Théâtre Mogador
- 1988 : L'Ex-femme de ma vie de et mise en scène Josiane Balasko, Théâtre du Gymnase
- 1989 : Le Bourgeois gentilhomme de Molière, mise en scène Jérôme Savary, Théâtre national de Chaillot
- 1993 : Le Prix Martin d'Eugène Labiche, mise en scène Daniel Benoin, Comédie de Saint-Étienne
- 1993 : Quadrille de Sacha Guitry, mise en scène Daniel Benoin, Comédie de Saint-Étienne
- 1995 : Rendez-vous de Neil Simon, mise en scène Raymond Acquaviva, théâtre de la Renaissance
- 1997 : La Surprise de l'amour de Marivaux, mise en scène Robert Fortune, théâtre Silvia-Monfort
- 1999 : Le Sabotage amoureux d'Amélie Nothomb, mise en scène Annabelle Milot
- 1999 : Le Malade imaginaire de Molière, mise en scène François Bourcier, théâtre Silvia-Monfort
- 2004 : Feydeau c'est fou ! : Mais n'te promène donc pas toute nue ! et Feu la mère de madame de Georges Feydeau, mise en scène François Tilly, théâtre de la Porte Saint Martin
- 2005 : Les Monologues du vagin d'Eve Ensler, mise en scène Isabelle Rattier, Petit Théâtre de Paris
- 2006 : Nuit blanche de Gérald Aubert, mise en scène Gildas Bourdet, théâtre de l'Ouest parisien
- 2009 : Chat en poche de Georges Feydeau, mise en scène Pierre Laville, théâtre Saint-Georges
- 2011 : Les Monologues du vagin d'Eve Ensler, mise en scène Isabelle Ratier, théâtre Michel
- 2011 : Pouic-Pouic de Jacques Vilfrid et Jean Girault, mise en scène Lionnel Astier, théâtre Cratère - Alès, tournée
- 2012 : Pouic-Pouic de Jacques Vilfrid et Jean Girault, mise en scène Lionnel Astier, Théâtre des Bouffes Parisiens, théâtre du Gymnase Marie Bell
- 2013 : Pouic-Pouic de Jacques Vilfrid et Jean Girault, mise en scène Lionnel Astier, tournée
- 2014 : Roméo et Juliette de William Shakespeare, mise en scène Nicolas Briançon, Théâtre de la Porte-Saint-Martin
- 2015 : Partie en Grèce de Willy Russell, mise en scène Marie-Pascale Osterrieth, Festival d'Avignon off, puis théâtre La Bruyère
- 2016 : Ma mère est un panda de Willy Liechty, mise en scène Didier Brengarth, tournée
- 2018 : Ca reste entre nous de Brigitte Massiot, mise en scène Olivier Macé, tournée
- 2019 : Chasse à l'homme de Colette Kraffe, mise en scène Gérard Moulevrier, tournée
- 2020 : Si on savait d'Eric Fraticelli, mise en scène Jean-Luc Moreau, Théâtre des Bouffes Parisiens
- 2022 : Un couple magique de Laurent Ruquier, mise en scène Jean-Luc Moreau, théâtre des Bouffes Parisiens
- 2025 : Complétement space de Willy Liechty et Marie-Laure Descoureaux, mise en scène Jean-Philippe Azéma, tournée et théâtre Tête d'Or

## Discographie
- 1980 : Sex Appeal / Rêve de Starlett, Flarenasch
- 1981 : Si ma gueule vous plait, Flarenasch
- 1983 : Bombe Anatomique, Flarenasch
- 2015 : No Woman, No Cry, collectif Les voix des femmes

## Publication
- Quand je serai grande, je serai actrice américaine (préface de François Morel), Michel Lafon, 2009  (ISBN 978-2749909790)[3]

## Œuvre radiophonique
- 2024 : La Chute de Lapinville[16], de Benjamin Abitan, Wladimir Anselme et Laura Fredducci : Dominique Poêlon

## Distinctions

### Nominations
- César 1978 : meilleure actrice dans un second rôle pour Repérages
- Molières 1998 : comédienne dans un second rôle pour La Surprise de l'amour
- Molières 2014 : comédienne dans un second rôle pour Roméo et Juliette